# Tværgående bugmuskel
Tværgående bugmuskel også kendt som transversalis, er en muskel på den anteriore og laterale (front og side) af bugvæggen, der ligger under den skrå interne bugmuskel. Det menes blandt mange fitness-professionelle at det er en signifikant del af kropsstammen.